# Margit Korondiová
Margit Korondiová (24. června 1932, Celje – 6. března 2022, Las Vegas) byla maďarská sportovní gymnastka narozená na území dnešního Slovinska. Byla držitelkou osmi olympijských medailí, které získala na dvou hrách, v Helsinkách roku 1952 a v Melbourne 1956. V Helsinkách získala zlato na bradlech, stříbro v družstvech a bronz ve víceboji, na kladině, v prostných a ve společné sestavě s náčiním. Druhé olympijské zlato brala v Melbourne za společnou sestavu s náčiním a doplnila svou sbírku také stříbrem ze soutěže družstev. Po olympijských hrách v roce 1952 utrpěla zranění, které téměř vedlo k ukončení kariéry a způsobilo, že zmeškala mistrovství světa v roce 1954. Na olympiádu v Melbourne se ale dala dohromady. Z ní se ovšem do Maďarska nevrátila a emigrovala, i se svým manželem, boxerem Mátyásem Plachym. Usadili se v Texasu, kde Korondiová začala trénovat gymnastiku, plavání a fitness. Rozvedli se v roce 1964, ona se pak znovu provdala za bývalého vodního pólistu Janose Szalaye.